# Mycterothrips betulae
Mycterothrips betulae är en insektsart som först beskrevs av J. C. Crawford 1939.  Mycterothrips betulae ingår i släktet Mycterothrips och familjen smaltripsar. Inga underarter finns listade i Catalogue of Life.